# 终端用户
终端用户（英語：end user），是公司內信息系统發展群体以外的人员代表，应用程序是为他们开发的。这些用户在信息系统的实际和开发中将起到越来越大的作用。终端客户一般指使用这个产品的人，也是对产品要求最高的人。多半为产品的直接使用者而非购买者。
举例：比如你去购买一台电脑，你就是这个电脑的终端使用者。假如买电脑送给别人，那个人就是这台电脑的终端使用者。